# Canh thức (thiên thần)
Watcher (từ tiếng Hy Lạp egrḗgoroi (ἐγρήγοροι)) hay Grigori là tên một nhóm thiên thần sa đoạ được nhắc đến trong Kinh thánh ngụy điển, cũng được kể ra trong Sáng thế ký 6:4. Canh thức xuất hiện trong Kinh ngoại thư (Biblical apocrypha), trong sách Hê-nóc thứ nhất và hai và trong sách Jubilee. Từ "Grigori" được lấy từ Cuốn hai của Enoch bản Slavo.
Theo Sách Hê-nóc, nhóm Canh thức có tổng cộng 200 thành viên nhưng chỉ có lãnh đạo của họ được đặt tên:
Và họ có tất cả 200 người; [...] Và đây là tên của lãnh đạo họ: Sêmîazâz, lãnh đạo, Arâkîba, Râmêêl, Kôkabîêl, Tâmîêl, Râmîêl, Dânêl, Êzêqêêl, Barâqîjâl, Asâêl, Armârôs, Batârêl, Anânêl, Zaqîêl, Samsâpêêl, Satarêl, Tûrêl, Jômjâêl, Sariêl. Đây là 10 thủ lĩnh. (Enoch 6)